# Jakob Dalenberg

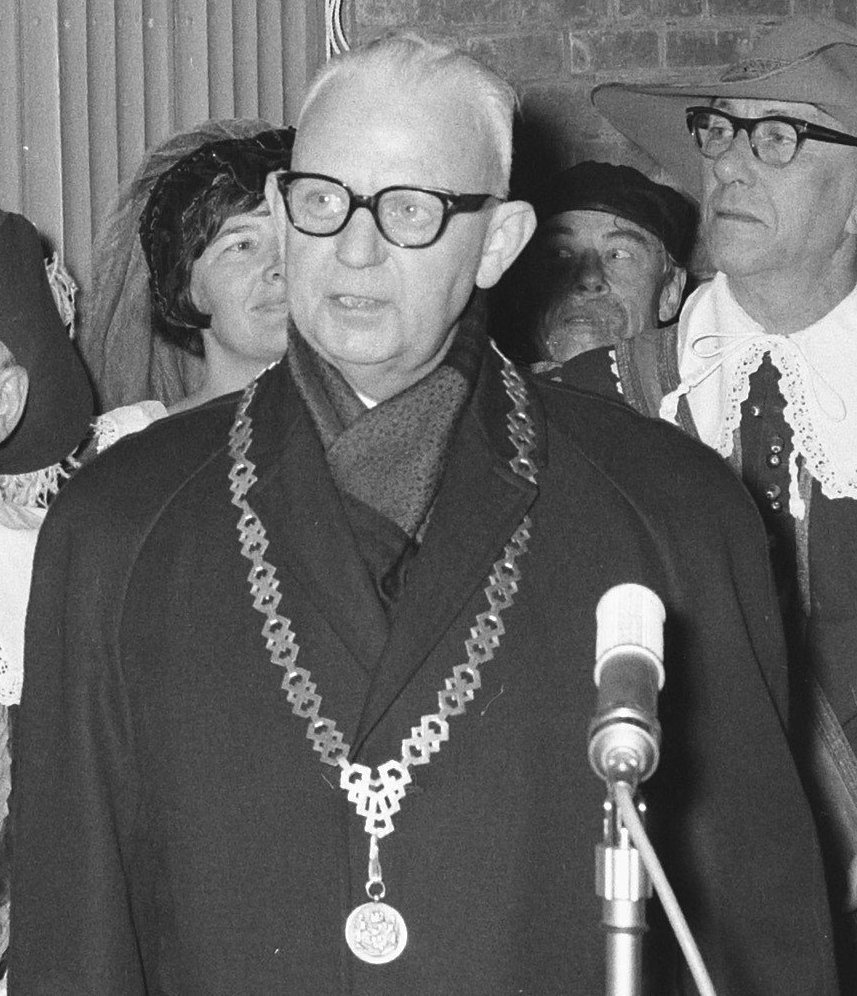
J. Dalenberg (1965)

Jakob Dalenberg (Warmenhuizen, 11 augustus 1904 – Alkmaar, 19 februari 1966) was een Nederlands politicus van de PvdA.
Hij werd geboren als zoon van Martinus Dalenberg (1868-1933) en Klasina Swan (1870-1957). Hij ging naar de hbs in Alkmaar en begon rond 1926 zijn ambtelijke carrière als volontair bij de gemeentesecretarie van Warmenhuizen waar hij twee jaar later ambtenaar ter secretarie werd. Vanaf begin 1932 was hij de gemeentesecretaris van De Rijp en in maart 1946 volgde hij de eind 1945 overleden C.A. van Staveren op als burgemeester van de gemeenten Graft en De Rijp. In 1966 werd Dalenberg onwel bij een geldinzamelingsactie voor India, ging daarom naar een ziekenhuis in Alkmaar en is daar kort er op overleden op 61-jarige leeftijd.